# Vereniging Nederlandse Animatie Producenten
De VNAP (Vereniging Nederlandse Animatie Producenten) is een Nederlandse belangenvereniging van producenten van animatiefilms. In 2017 heeft de vereniging haar naam veranderd in Animatie Producenten Nederland.
De vereniging heeft tot doel de belangenbehartiging van haar leden, de animatieproducenten, en het bevorderen van het tot stand komen en exporteren van animatieproducties voor alle media én het stimuleren van de animatie-industrie in Nederland.
Zij doet dit door de belangen van producenten en het stimuleren van de bedrijfstak onder de aandacht te brengen van beleidsmakers op alle niveaus. Ook overlegt men met andere partijen als financiers, fondsen en distributeurs waaronder het Nederlands Fonds voor de Film en het Mediafonds, om te zoeken naar de meest geschikte exploitatie en financieringsvormen voor huidige en toekomstige animatie projecten. De vereniging is tevens algemeen gesprekspartner voor partijen aan de opdracht- en distributiekant variërend van reclamebureaus tot omroepen en onderwijsinstellingen. Ook wordt er overlegd met andere branche- en belangenorganisaties.
Bij de VNAP zijn de vierentwintig grootste animatieproducenten van Nederland aangesloten.